# Хмелева (Золочівський район)
Хмелева́ — село в Україні, в Золочівському районі Львівської області. Населення становить 179 осіб. Орган місцевого самоврядування — Золочівська міська рада.

## Постаті
- Ковальчук Михайло Володимирович (1985—2014) — військовик ЗСУ, учасник російсько-української війни 2014—2017 років.